# Polygonum
Polygonum L., 1753 è un genere di piante spermatofite dicotiledoni appartenenti alla famiglia delle Poligonacee, dall'aspetto di erbacee annuali o perenni con piccoli fiori.

## Etimologia
Il nome del genere è stato formato da Linneo nell'anno 1737 coniugando le parole di due radici greche: polys (= molto) e gonu (= nodo o ginocchio), alludendo all'aspetto dei numerosi nodi (internodi) che si formano lungo il fusto delle sue specie.
Ma secondo altre ricerche etimologiche sembra che il nome del genere, nella seconda parte, derivi dalla parola greca gònos (= discendenza, o seme o sementi); e quindi formando, insieme alla prima parte, la frase “tanta discendenza” o “tante sementi”; qui si allude alla facilità di propagazione delle piante di questo genere. Quest'ultima interpretazione secondo alcuni è anche grammaticalmente più corretta.

## Descrizione
Sono piante erbacee (annuali o perenni) a portamento molto variabile : strisciante, prostrato, eretto o rampicante. La dimensione è estremamente variabile : da pochi centimetri per quelle erbacee, ai 3 - 4 metri per quelle perenni, fino a 20 – 30 metri per quelle legnose e rampicanti. 

### Radici
Le radici sono generalmente a fittone e comunque sono fibrose o legnose.

### Fusto
Il fusto è perlopiù cilindrico, a volte striato; la ramosità è varia ma in genere il fusto è più ramoso verso la parte alta della pianta. All'altezza degli internodi sono presenti delle stipole tubolari ocreate (struttura tipica della famiglia di questo genere) di colore rossastro o argenteo. Alcune sono bi-lobate, altre divise finemente in fibre.

### Foglie
Le foglie lungo il fusto sono a disposizione alterna; la lamina è semplice e intera. Possono essere pelose o glabre, picciolate o sessili. La forma può essere lanceolato – stretta oppure ovale allargata; ma anche a forma di cuore o triangolare o a freccia (sagittata).

### Infiorescenza
L'infiorescenza è formata da piccoli fiori disposti all'ascella delle foglie. I peduncoli possono essere presenti come no. Ogni infiorescenza può contenere al massimo una decina di fiori.

### Fiori
La struttura dei fiori delle specie di questo genere è diversa dal “classico” Fiore delle angiosperme in quanto il calice e la corolla non sono ben differenziati; abbiamo quindi un perigonio con diversi tepali (e non un perianzio con un calice e i suoi sepali e una corolla con i suoi petali). Questa “diversità” non sempre è chiara e ben definita, o accettata dai vari botanici, per cui in alcuni casi strutture di questo tipo si definiscono come “perianzio corollino con tepali” oppure “perianzio aciclico”
I fiori sono ermafroditi, attinomorfi, pentameri e persistenti.
- Formula fiorale:

* P 5, A 8, G 3
- Perigonio: i tepali  sono 5 a vari colori (rosa, verde e bianco); sono connati dal 3% al 70% della loro lunghezza; possono essere di tipo petaloide o sepaloide.
- Androceo: gli stami sono 3 – 8 disposti a spirale; non sporgono dal fiore in quanto i filamenti sono più corti dei tepali; le antere sono rotondeggianti quasi ellittiche. Alcuni stami possono essere ridotti a “staminoidi” (stami atrofizzati). Il colore delle antere è giallo, biancastro, rosa-porpora o rosa-arancio.
- Gineceo: gli stili (brevi) sono 3 (raramente 2) su un ovario supero sincarpico formato da tre carpelli.
- Impollinazione: l'impollinazione avviene tramite insetti (impollinazione per entomogamia).

### Frutti
I frutti sono degli acheni piriforme (a forma di fiamma) ad un solo loculo e quindi un solo seme; la sezione dei frutti è triangolare (sono trigoni) e sono appuntiti all'apice, mentre alla base sono arrotondati; le tre facce sono lievemente concave. Il frutto rimane racchiuso nei tepali che sono persistenti.

## Distribuzione e habitat
Le specie di questo genere popolano tutti i paesi temperati del mondo su terreni in prevalenza calcarei. Delle 11 specie  spontanee della flora italiana 4 vivono sull'arco alpino. La tabella seguente mette in evidenza alcuni dati relativi all'habitat, al substrato e alla diffusione di queste 4 specie alpine.
| Specie               | Piani vegetazionali         | Substrato | pH            | Livello trofico | H2O   | Ambiente | Zona alpina         |
| -------------------- | --------------------------- | --------- | ------------- | --------------- | ----- | -------- | ------------------- |
| Polygonum patulum    | collinare montano           | Ca Si     | neutro        | alto            | secco | B1 B2    | TO                  |
| Polygonum aviculare  | collinare montano subalpino | Ca Si     | neutro        | alto            | medio | B1 B2 B7 | tutto l'arco alpino |
| Polygonum rurivagum  | collinare montano           | Ca Ca-Si  | neutro-basico | alto            | medio | B1       | BL                  |
| Polygonum arenastrum | collinare montano subalpino | Ca Si     | neutro        | alto            | medio | B2       | AO, da CO a UD      |

Legenda e note alla tabella.
Per il “substrato” con “Ca/Si” si intendono rocce di carattere intermedio (calcari silicei e simili); vengono prese in considerazione solo le zone alpine del territorio italiano (sono indicate le sigle delle province); mentre la comunità vegetale per tutte e 4 le specie è la stessa: 
Formazione : comunità terofitiche pioniere nitrofile
Classe : Stellarietea mediae
Ambienti:
B1 = campi, colture e incolti
B2 = ambienti ruderali, scarpate
B7 = parchi, giardini, terreni sportivi

## Tassonomia
Il genere comprende oltre 160 specie.

### Variabilità e ibridi
Polygonum è un genere molto diversificato e variabile : alcune unità specifiche sono xerofitiche (Polygonum arenarium), altre sono più o meno acquatiche (Polygonum amphibium, ora assegnata al genere Persicaria), altre sono polimorfiche (Polygonum aviculare); in effetti in questi ultimi tempi molti botanici lo hanno diviso in più generi (Persicaria, Fallopia e Fagopyrum).
Limitatamente alle sole specie spontanee della nostra flora una buona analisi è stata fatta dal Fiori (Adriano Fiori, botanico italiano 1865 – 1950) riassunta nell'elenco sottostante, analisi interessante anche perché in parte è alla base delle attuali suddivisioni del genere:
- Gruppo 1A : le foglie hanno una forma cordato– triangolare (a volte sono sagittate); la lamina è palminervia;

Sezione FAGOPYRUM (ora genere Fagopyrum) : i fusti sono eretti e l'infiorescenza è del tipo racemoso terminale (ma sono presenti anche infiorescenze ascellari); il frutto è un achenio e sporge dal perigonio.
Sezione TINIARIA : fusti in genere prostrati; l'infiorescenza è sempre ascellare; il frutto è un achenio  completamente nascosto dal perigonio.
- Gruppo 1B : le foglie sono decisamente lanceolate (oppure ovate o oblunghe); la lamina è penninervia;

- Gruppo 2A : le stipole ocreate hanno un orlo fogliaceo patente all'infuori (sono caduche); le foglie hanno una lamina molto larga;

Sezione AMBLYGONIUM (ora genere Persicaria)
- Gruppo 2B : le ocree  sono disposte ad angolo retto; le foglie sono lanceolate e comunque strette;

- Gruppo 3A : i fusti sono semplici (non ramosi) ed hanno una sola spiga terminale; la radice è un rizoma ingrossato a tubero;

Sezione BISTORTA (Mill.) DC. (Scop.) D.Don (ora genere Persicaria)
- Gruppo 3B : i fusti sono ramosi; l'infiorescenza è composta da più spighe oppure da fiori solitari all'ascella delle foglie (queste piante però non sono mai tuberose);

Sezione PERSICARIA (ora genere Persicaria) : l'infiorescenza è composta da racemi; le foglie sono più lunghe di 4 cm; le ocree hanno la lamina intera; i cotiledoni sono “accombenti”, ossia nel seme le “radicicole” sono piegate sul margine dei cotiledoni, e si sviluppano sulla linea di fenditura di separazione degli stessi.
Sezione AVICULARIA : i fiori sono in fascetti ascellari; le foglie non sono più lunghe di 4 cm; le stipole sono guainanti ed hanno un margine fimbriato ma non cigliato; i cotiledoni sono inoltre “incombenti”, ossia nel seme la “radicicola” poggia nel verso dei cotiledoni.
Dato il carattere polimorfo del genere in altre aree sono state adottate altre sottodivisioni. In America ad esempio si usa suddividere il genere Polygonum in tre sezioni : Polygonum, Duravia e Monticola.
Altre sezioni usate per questo genere sono le seguenti :
- Aconogonon Meisn.
- Cephalophilon Meisn. (sinonimo = Persicaria (Mill.) DC.)
- Echinocaulon Meisn. (sinonimo = Persicaria (Mill.) DC.)
Per le specie spiccatamente ornamentali esiste una diversa classificazione in base a caratteri più evidenti :
- Gruppo 1A : piante rampicanti;

- Gruppo 2A : fusto erbaceo : Polygonum ciclinode (ora al genere Fallopia) a fiori bianchi in spighe disposte ai nodi;
- Gruppo 2B : fusto legnoso (alla base, in parte) : Polygonum baldschuanicum  a fiori rossi, importata dal Turkestan nel 1888; Polygonum multiflorum specie giapponese a fiori piccoli; Polygonum aubertii a fiori verdastri – rosati (tutte passate al genere Fallopia); ecc.

- Gruppo 1B : piante non rampicanti;

- Gruppo 3A : fusto erbaceo;

- Gruppo 4A : fusto semplice : Polygonum bistorta, Polygonum viviparum (entrambe passate al genere Bistorta) e Polygonum fagopyrum (ora al genere Fagopyrum).
- Gruppo 4B : fusto ramificato : Polygonum orientale a fiori rosa-vivo quasi rossi (ora al genere Persicaria); Polygonum lanigerum pianta grigiastra a fiori rosei; Polygonum filiforme a fiori biancastri originaria del Nordamerica (ora al genere Persicaria); ecc.

- Gruppo 3B : fusto legnoso (almeno alla base) : Polygonum vaccinifolium, pianta policroma dell'Himalaya (ora al genere Persicaria); e altre.

### Specie spontanee della flora italiana
Per meglio comprendere ed individuare le varie specie della flora italiana l'elenco che segue utilizza in parte il sistema delle chiavi analitiche.
- SEZIONE A : le piante di questa sezione hanno un portamento cespuglioso con fusti legnosi; i rami sono però flessibili; le foglie non sono persistenti (secondo Pignatti rappresentano un tipo ancestrale);

Polygonum scoparium Req. - Poligono scopario : i fiori si trovano all'ascella di brattee scariose la cui lunghezza è minore del perianzio dei fiori stessi; le ocree  hanno il margine intero a parte una fessura laterale.  È una pianta con forma biologica nano-fanerofita/camefita suffruticosa (NP/Ch suffr); è un endemismo della Sardegna e si trova raramente negli incolti umidi fino a 300 m s.l.m..
Polygonum equisetiforme S. & S. - Poligono equisetiforme :  i fiori si trovano all'ascella di foglie più lunghe del perianzio dei fiori stessi; le ocree hanno il bordo completamente sfrangiato. È una pianta con forma biologica nano-fanerofita/camefita suffruticosa (NP/Ch suffr); il tipo corologico è Eurasiatico; si trova raramente al sud dell'Italia e in modo discontinuo fino a 600 m s.l.m..
- SEZIONE B : le piante di questa sezione hanno un portamento erbaceo; il ciclo biologico può essere annuo o perenne; le foglie sono persistenti fino all'autunno, ed hanno la lamina intera; i fiori sono disposti all'ascella delle foglie cauline;

- Gruppo 1A : i frutti acheni hanno un diametro di 4 – 6 mm; le ocree si presentano con 8 – 12 nervi e avvolgono quasi per intero il fusto; il colore della pianta è più o meno glauco;

Polygonum maritimum L. - Poligono marittimo : il fusto ha un portamento prostrato; le foglie sono sempreverdi con riflessi bluastri; il perianzio del fiore è bianco-rossastro. Il ciclo biologico di questa pianta è perenne; la forma biologica è emicriptofita reptante (H rept); il tipo corologico è Subcosmopolita; si trova al livello del mare (dune e spiagge) ed è abbastanza comune.
- Gruppo 1B :  i frutti acheni hanno un diametro di 2 – 3,5 mm; le ocree si presentano con 4 – 6 nervi e si trovano solo alla base degli internodi; le piante sono verdi;

- Gruppo 2A : le piante hanno un ciclo biologico perenne e i fusti sono legnosi solo alla base;

Polygonum romanum Jacq. - Poligono romano : il portamento del fusto è del tipo prostrato a raggiera; la parte apicale delle foglie è acuta e la pagina inferiore si presenta con dei nervi secondari ben evidenti; le ocree in genere sono minori degli internodi; i fiori, disposti alle ascelle delle foglie, hanno un perianzio biancastro e arrossato alla base. Il ciclo biologico di questa pianta è perenne; la forma biologica è camefita suffruticosa (Ch suffr); è una specie endemica e si trova, ma raramente, negli incolti aridi fino a 600 m s.l.m. nell'Italia del sud.
Polygonum gussonii Tod. - Poligono di Gussone : la parte apicale delle foglie è arrotondata e la pagina inferiore si presenta solamente con il nervo centrale; le ocree in genere sono più lunghe degli internodi. Il ciclo biologico di questa pianta è perenne; la forma biologica è emicriptofita reptante (H rept); probabilmente anche questa specie è endemica e si trova lungo le strade e sentieri fino a 500 m s.l.m. ad Ischia, Capri e in Sicilia.
- Gruppo 2B : le piante sono annue e i fusti hanno un carattere prevalentemente erbaceo;

- Gruppo 3A : i fiori sono più grandi delle rispettive foglie ascellari;

Polygonum patulum Bieb. - Poligono con foglie allargate : i fusti sono eretti; le foglie superiori sono più piccole di quelle inferiori che sono grandi 12 x 40 mm. La forma biologica è terofita scaposa (T scap); il tipo corologico è Eurimediterraneo;  si trova soprattutto nei campi a cereali fino a 1600 m s.l.m.; è comune su tutto il territorio italiano.
Polygonum arenarium W. & K. - Poligono arenario : il portamento del fusto è prostrato; le foglie ascellari sono più piccole delle altre; la forma delle foglie è strettamente lanceolate. La forma biologica è terofita reptante (T rept);  si trova negli incolti aridi fino a 600 m s.l.m.; è segnalata solo al sud.
- Gruppo 3B : le foglie lungo il fusto sono uguali alle foglie ascellari dei fiori; il portamento del fusto in genere è prostrato (questo gruppo è anche definito come : Gruppo di Polygonum aviculare);

- Gruppo 4A : i semi sono rugosi, opachi e non superano il perianzio;

- Gruppo 5A : il tubo del perianzio è lungo; le foglie sia inferiori che superiori sono indistinguibili come dimensioni;

- Polygonum arenastrum Boreau – Poligono dei sabbioni : il tubo del perianzio è lungo la metà dei suoi segmenti. Il ciclo biologico di questa pianta è annuale; la forma biologica è terofita reptante (T rept); il tipo corologico è Subcosmopolita; si trova su terreni incolti ma anche soggetti a calpestio; in Italia è comune su tutto il territorio fino a 1000 m s.l.m..

- Gruppo 5B : il tubo del perianzio è brevissimo; le foglie lungo il fusto sono progressivamente più piccole verso l'alto;

- Polygonum rurivagum Boreau  – Poligono campagnolo : le foglie maggiori sono larghe fino a 4 mm; il portamento di questa specie è (come dice il nome) più gracile della specie aviculare; gli internodi (distanza tra foglie e foglie) sono più lunghi; mentre le foglie sono lanceolate – lineari con evidenti nervature longitudinali; il perianzio è più breve e i vari segmenti sono ben separati (non sovrapposti). Il ciclo biologico di questa pianta è annuale; la forma biologica è terofita reptante (T rept); il tipo corologico è Subcosmopolita; si trova su terreni incolti ma anche soggetti a calpestio; in Italia è comune su tutto il territorio fino a 1000 m s.l.m..
- Polygonum aviculare L. - Poligono centinodia : le foglie maggiori sono più larghe di 4 mm (da 5 a 18 mm); i segmenti del perianzio si sovrappongono (almeno in parte). Il ciclo biologico di questa pianta è annuale; la forma biologica è terofita reptante (T rept); il tipo corologico è Cosmopolita; si trova su terreni incolti ma anche soggetti a calpestio; in Italia è comune su tutto il territorio fino a 1900 m s.l.m..

- Gruppo 4B : i semi sono lisci e lucidi e in lunghezza superano il perianzio;

- Polygonum raii Bab. – Poligono di Ray : si distingue per le ocree che negli internodi sono molto più brevi. Il ciclo biologico di questa pianta è bienne; la forma biologica è emicriptofita bienne (H bienne); il tipo corologico è Europeo; si trova su terreni sabbiosi; la sua diffusione in Italia è ristretta ad alcune stazioni del nord.

La polimorfia di questo genere si manifesta anche attraverso l'ibridazione con generi diversi : ibridazione intergenerica, oltre all'ibridazione interspecifica (ossia nell'ambito dello stesso genere). Infatti esiste un “genere ibrido” denominato xPolygonorumex Weill (1947), appartenente sempre alla famiglia delle Polygonaceae, ma i cui componenti sono degli ibridi tra il genere Polygonum e il genere Rumex. Uno di questi componenti è xPolygonorumex guinetii Weill (1947) ibrido tra Polygonum hydeopiper (ora passato al genere Persicaria) e Rumex obtusifolius.

### Generi simili
- Fagopyrum Miller : (per le caratteristiche di questo genere vedere il paragrafo “Variabilità e ibridi”) questo genere in precedenza era incluso nel genere Polygonum.
- Fallopia Adanson : sono piante unicamente terrestri, con fusti volubili e rampicanti e infiorescenze con numerose spighe ramificate. Questo genere in precedenza era incluso nel genere Polygonum.
- Persicaria Miller (1754) : (per le caratteristiche di questo genere vedere il paragrafo “Variabilità e ibridi”) questo genere in precedenza era incluso nel genere Polygonum.
- Polygonella Michaux (1803) : questo genere ha molte somiglianze con il genere Polygonum (nella struttura dei fiori e del polline) ma non è presente in Italia, si trova solo in America del Nord: probabilmente è un genere endemico di quelle zone. Alcuni botanici non riconoscono la sua autonomia tassonomica per cui spesso le sue specie sono incluse nel genere Polygonum.

## Usi
A parte qualche unità particolare (usata nell'alimentazione o nella medicina popolare) la maggior parte delle specie di questo genere hanno in prevalenza un utilizzo ornamentale. È all'inizio del XVIII secolo i primi impieghi di queste piante nei giardini d'Europa, questo per la loro facilità di coltivazione facendo attenzione al tipo di terreno (se calcareo o siliceo).
Queste piante formano anche oggetto di curiosità scientifica in quanto presentano delle caratteristiche difficilmente riscontrabili in alti gruppi: le varie forme di viviparità (i bulbilli di Polygonum viviparum); il dimorfismo di alcune specie (come Polygonum amphibium); oppure la presenza della ocrea, una stipola caratteristica di questo genere.